# Jesús España
Jesús España Cobo (* 21. srpna 1978 Valdemoro, Madrid) je španělský atlet, běžec, který se věnuje středním tratím.

## Kariéra
První výrazný úspěch zaznamenal v roce 2002 na halovém ME ve Vídni, kde získal bronzovou medaili v běhu na 3000 metrů. O rok později doběhl na halovém MS v Birminghamu na čtvrtém místě. V roce 2006 se stal v Göteborgu mistrem Evropy v běhu na 5000 metrů. Trať zaběhl v čase 13:44,70. Druhý Mohamed Farah z Velké Británie byl o devět setin pomalejší.
Na halovém ME 2007 v Birminghamu vybojoval bronzovou medaili (3000 m). Na druhého Francouze Bouabdellaha Tahriho ztratil šest setin. Na MS v atletice 2007 v Ósace doběhl sedmý.
V roce 2008 reprezentoval na letních olympijských hrách v Pekingu, kde ve finále běhu na 5000 metrů skončil na posledním, 14. místě. Na olympijského vítěze, Etiopana Bekeleho ztratil v cíli téměř minutu. O rok později získal třetí bronzovou medaili na halovém ME v italském Turíně. Na Mistrovství světa v atletice 2009 v Berlíně skončil desátý. V roce 2010 vybojoval stříbro na evropském šampionátu v Barceloně, když v cíli nestačil jen na Brita Mo Faraha.